# Kalb Lose
De kerk van Kalb Lose is de ruïne van een vijfde-eeuwse Byzantijnse, vroegchristelijke kerk gelegen 60 km ten westen van Aleppo (in Syrië), 10 km van de grens met Turkije.
Deze kerk is de eerste basilica, gebouwd in Syrië (460), die beschouwd wordt als voorloper van de middeleeuwse romaanse kerkenbouw.
De kerk heeft drie beuken; elke beuk is gescheiden door een rij van drie bogen. De halfronde apsis springt uit de rechthoekige basisvorm en heeft een halfkoepelvormig dak. Het houten dak boven de drie beuken is lang geleden ingestort. Bilateraal naast de westelijke ingang staan nog de resten van twee torens, drie verdiepingen hoog. Zij omgeven een soort roosvenster.
De kerk had waarschijnlijk een functie als tussenstop op de bedevaartsweg naar St Simeon (Qalat Semaan).
In Qirq Bise, een gehucht nabij Kalb Lose, bevindt zich de ruïne van de huiskerk van Qirqbize, een van de oudste kerken van Syrië, destijds ingericht in een privéwoning. De aanwezigheid van een bema (een halfcirkelvormig verhoog gebruikt als zitplaats voor de priesters) duidt op de eredienstfunctie van de ruimte.

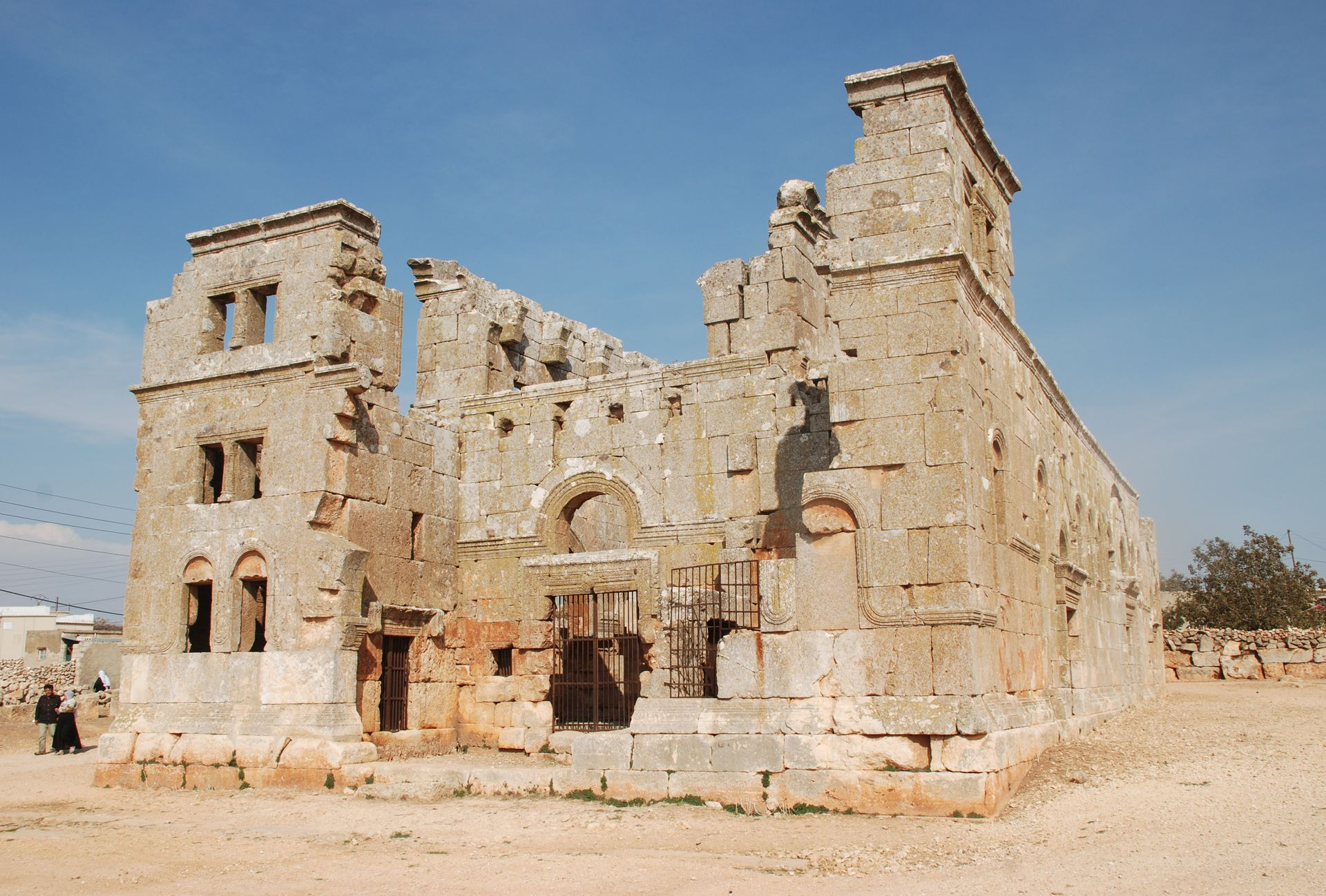
Kerk van Kalb Lose: Westgevel
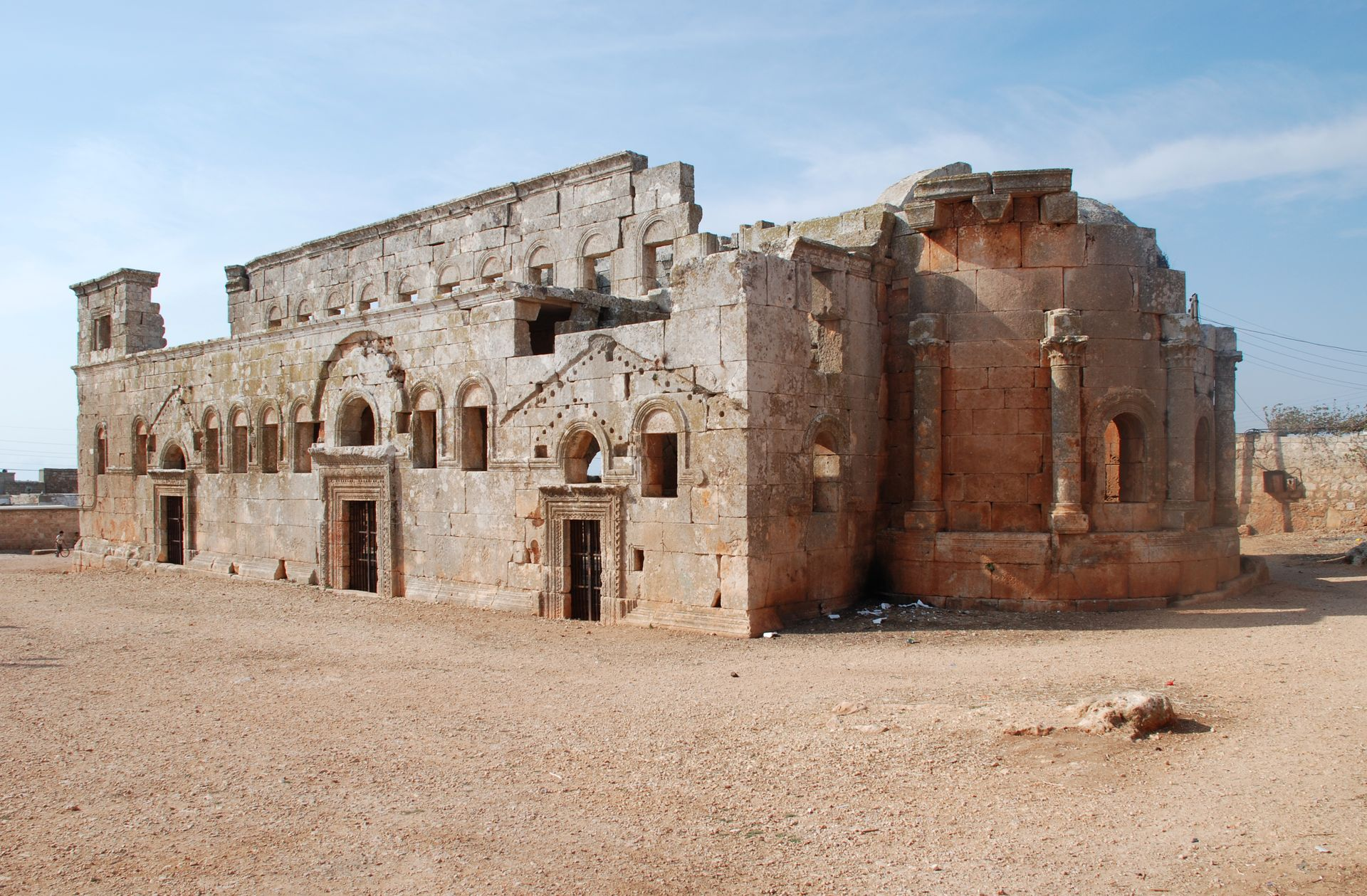
Kerk van Kalb Lose: Zuid-oostgevel
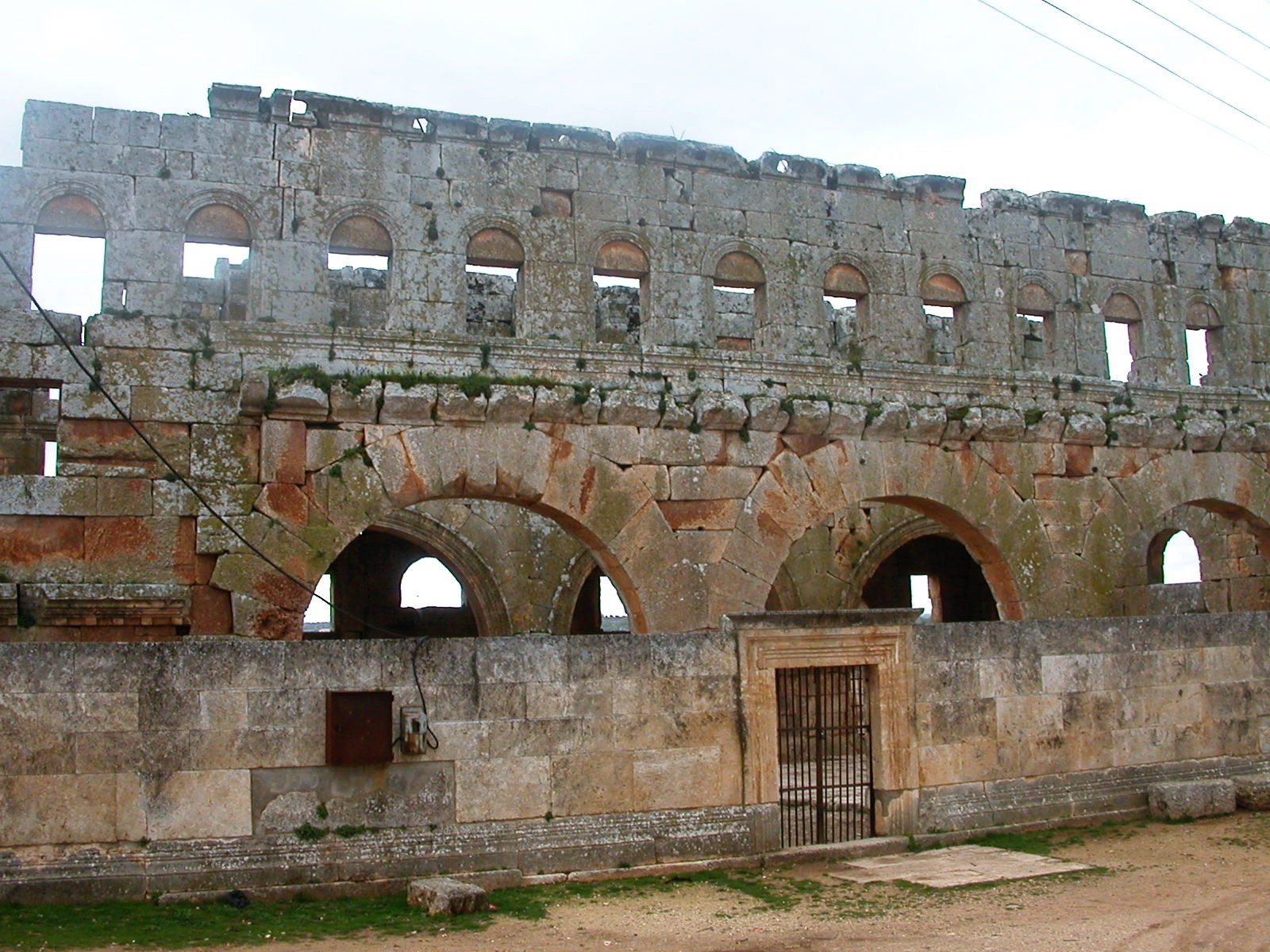
Kerk van Kalb Lose: Noordgevel
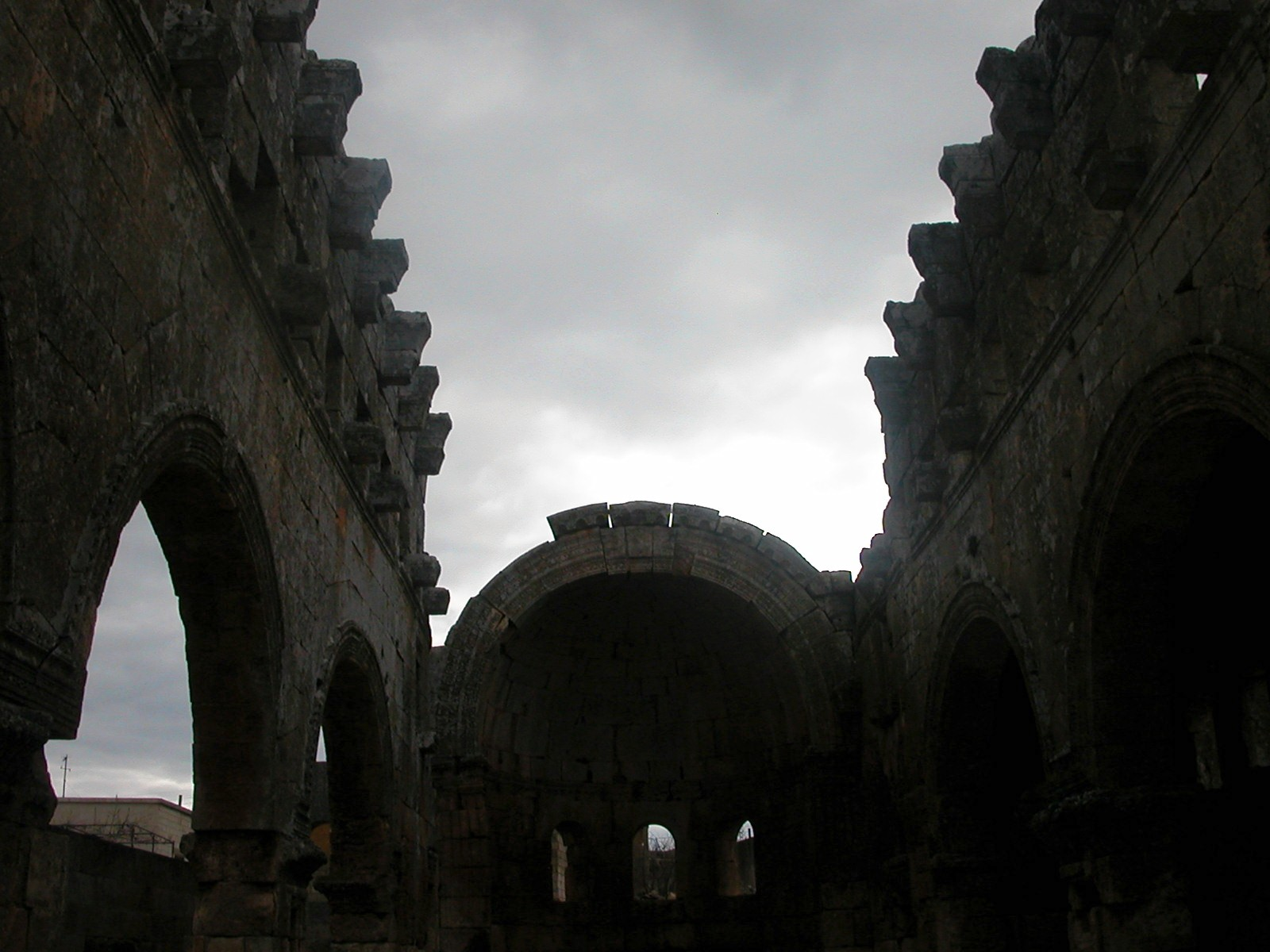
Kerk van Kalb Lose: zicht vanuit de westelijke ingang
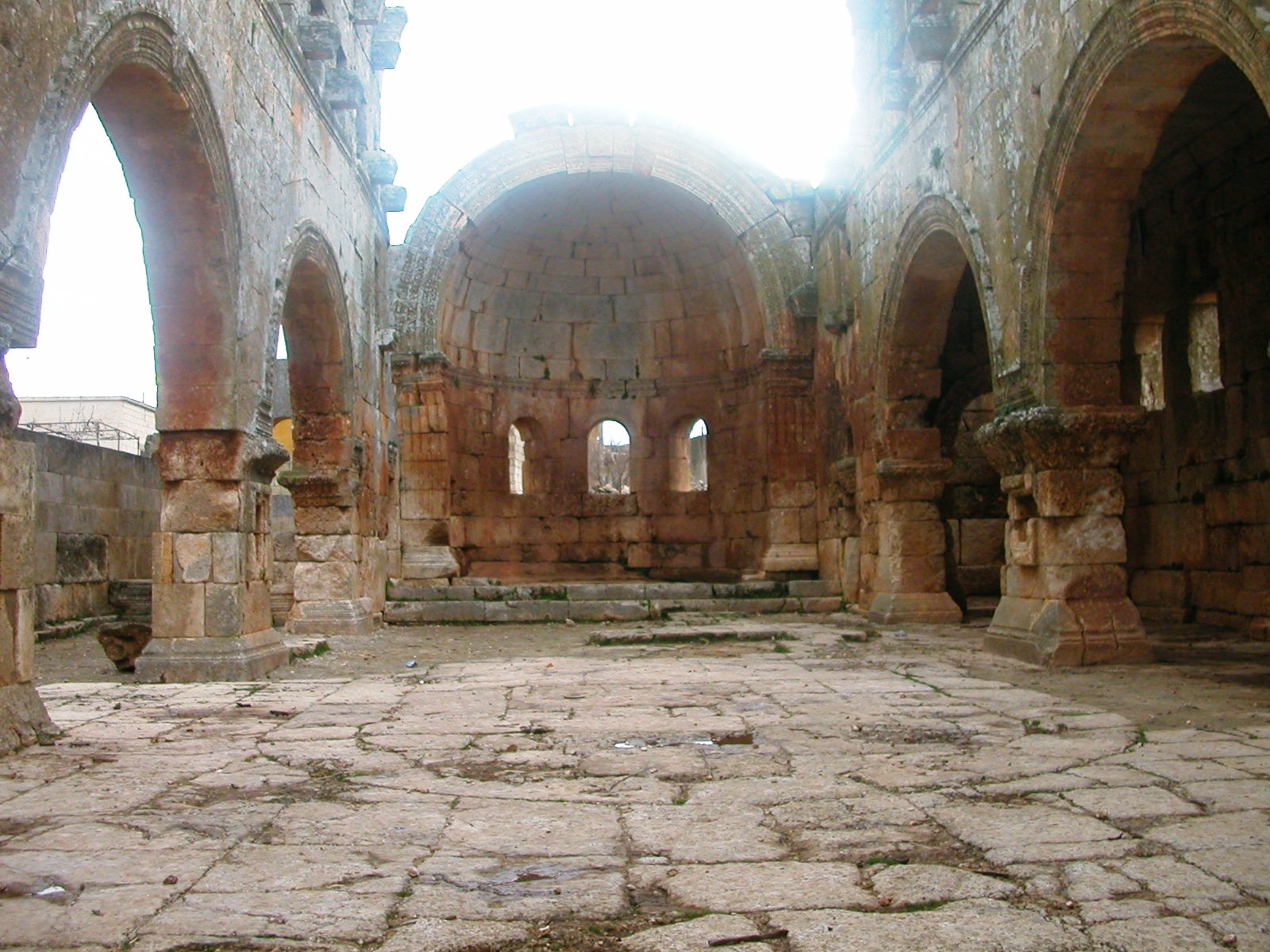
Kerk van Kalb Lose: zicht vanuit de westelijke ingang
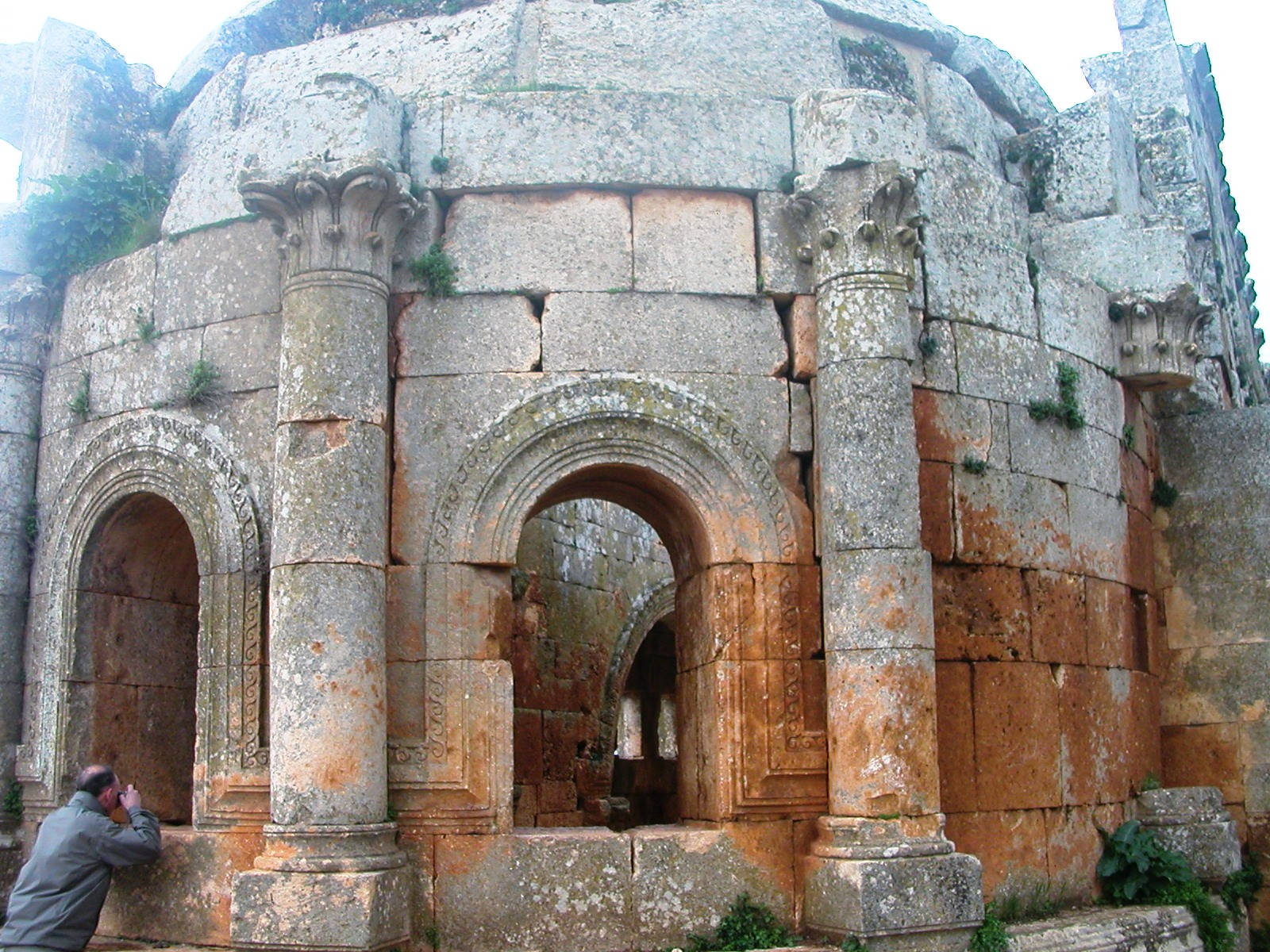
Kerk van Kalb Lose: buitenzijde apsis